# 立正大学の人物一覧
立正大学の人物一覧（りっしょうだいがくのじんぶついちらん）は立正大学に関係する人物の一覧記事。

## 著名な教職員（退職者も含む）

### 現職
- 浅子和美 - 経済学部教授（一橋大学名誉教授）。経済学者。専門は、マクロ経済学理論、日本経済の実証分析。
- 池尾和人 - 経済学部教授。専門は金融論。
- 板橋勇仁 - 文学部哲学科教授。哲学者。現文学研究科長。専門は西田幾多郎を中心とした明治以降の日本哲学、およびフィヒテや新カント学派、アルトゥル・ショーペンハウアーといった、近現代の広義のドイツ超越論哲学。
- 北村行伸-経済学部経済学科、データサイエンス学部教授。（一橋大学名誉教授）。経済学者。立正大学学長（第36代）。総務省統計委員長。一橋大学経済研究所前所長。専門は応用計量経済学、ミクロ計量経済学、金融・財政論、公共経済学。
- 小風秀雅-文学部史学科教授。歴史学者。専門は日本近代史（対外関係史・交通史）。
- 小宮信夫 - 文学部社会学科教授。社会学者。専門は犯罪社会学。
- 齊藤昇 - 元学長（第33代）。 文学部文学科（英語英米文学専攻コース）教授。アメリカ文学者。専門は近世文学。日本ソロー学会会長・国際異文化学会顧問。
- 田坂さつき - 文学部哲学科教授。哲学者。専門は古代ギリシア哲学・倫理学。主にプラトン。
- 時枝務 - 文学部史学科教授。歴史学者。考古学者。専門は歴史考古学・宗教考古学。
- 徳山喜雄 - 文学部社会学科教授。社会学者。ジャーナリスト。専門はジャーナリズム論・写真論。
- 西田公昭 - 心理学部教授。心理学者。専門は対人・社会心理学。元日本グループ・ダイナミックス常任理事、日本社会心理学会機関紙「社会心理学研究」元編集委員、NPO法人小諸いずみ会理事などを歴任。信念の形成や変化のメカニズムをテーマとした研究で、破壊的カルトのマインド・コントロールについて実証研究を行う。オウム真理教事件や統一協会などの多数の裁判で、鑑定人および法廷証人として数多く召喚される。日本心理学会研究奨励賞を2回、社会心理学会研究優秀賞を2回、日本グループダイナミックス学会研究奨励賞の計5回、学会賞を受賞。
- 西谷尚徳 - 法学部法学科准教授。元プロ野球選手（東北楽天ゴールデンイーグルスなど）。
- 早川誠 - 法学部教授。政治学者。専門は政治理論。
- 舟橋哲- 法学部教授。法学者。専門は民法（財産法、特に物権法）。
- 堀越正巳 - 立正大学ラグビー部監督
- 正木晃- 仏教学部非常勤講師（慶應義塾大学文学部非常勤講師も兼ねる）。宗教学者。
- 増田弘 - 法学部特任教授。政治学者。専門は日本政治外交史・日米関係・安全保障論。
- 山下倫範 - データサイエンス学部教授 国際ICT利用研究学会会長。
- 山下学 - 法学部教授。法学者・米国医学者。法学研究科租税法研究室教授兼任。元東京国税局国税実査官。元国会議員政策担当秘書。元TKC全国会中央研修所顧問。元内閣審議官(任期付特別職・退官時内閣官房副長官補)。専門は租税法 ・企業会計法。
- 渡邉裕美子 - 文学部文学科（日本語日本文学専攻コース）教授。日本文学者。専門は中世文学・和歌文学。
- 高野誠鮮 - 立正大学客員教授。石川県羽咋市教育委員会文化財室（歴史民俗資料館）室長（館長）、スーパー公務員、TBS系ドラマ「ナポレオンの村」のモデル

### 元職
- 浅井圓道 - 仏教学部元教授（立正大学名誉教授）。元身延山大学学長。仏教学者。専門は日蓮教学・天台教学・真言教学
- 浅野晃 - 文学部元教授（立正大学名誉教授）。詩人、日本文学者。専門は近現代文学。
- 姉崎正治 -宗教学者。宗教家懇談会の主催者。東京帝国大学図書館長。日本宗教学会初代会長。
- 鮎沢乗光 - 文学部文学科（英語英米文学専攻コース）元教授。英文学者。専門は近代文学。
- 新井正 - 地球環境科学部元教授（立正大学名誉教授）。地理学者。専門は水文学・陸水学。
- 石田茂作 - 文学部史学科元教授。歴史学者。考古学者。元奈良国立博物館長。仏教考古学の権威。
- 石橋湛山 - 第55代内閣総理大臣。元学長（第16代）
- 伊藤瑞叡 - 仏教学部元教授（立正大学名誉教授）。仏教哲学者。僧侶。元文学研究科長。専門はインド哲学・日蓮教学・法華経。またサンスクリット語や西洋哲学に通暁しており、カント、ヘーゲルらドイツ観念論、スピノザ、ベルクソンさらにはパーソンズなど現代の社会学・社会システム理論を仏教学に応用し、独自の体系的な理論を構築している。特に地政学と宗教学との関わりに深く言及しており「宗教地政学（Religio-Geopolitics）」という新しいディシプリンを提案している。仏教思想学会会長。日蓮宗大本山・山科本圀寺第104世貫首。
- 犬養廉 - 文学部元教授（お茶の水女子大学名誉教授）。日本文学者。専門は中古文学。
- 今成元昭 - 文学部元教授（立正大学名誉教授）。日本文学者・仏教学者。僧侶。専門は説話文学・中世文学・仏教文学・軍記物語・日蓮教学およびその思想。
- 岩本俊郎 - 心理学部元教授。教育学者。専門は教育思想・教育心理学。
- 庵谷行亨 - 仏教学部元教授。僧侶、仏教学者。専門は日蓮教学・法華経。
- 奥村悳一 - 経営学部元教授（横浜国立大学・立正大学名誉教授）。専門はビジネスと社会・経営理念論・会計学
- 小山田和夫 - 文学部史学科元教授。歴史学者。専門は日本古代史・古代仏教史。
- 柿沼孝子 - 経済学部元教授（立正大学名誉教授）。アメリカ文学。専門はマーク・トウェイン。
- 金井淑子 - 文学部哲学科元教授。専門は倫理学、フェミニズム・ジェンダー研究。
- 金子勝 - 法学部元教授（立正大学名誉教授）。法学者。専門は憲法学・政治学・社会科学論。
- 冠賢一 - 仏教学部元教授（立正大学名誉教授）。僧侶、仏教学者。専門は日蓮教学・法華経。
- 木川裕 - 文学部講師
- 北川前肇 - 仏教学部元教授（立正大学名誉教授）。元仏教学部長・元副学長。僧侶・仏教学者。専門は日蓮教学・立正安国論 ・法華経。日本印度学仏教学会賞、望月学術賞受賞。
- 木村靖二 - 文学部史学科元教授（東京大学名誉教授）。歴史学者。専門は西洋近現代史、ドイツ史。
- 久米博 - 文学部哲学科元教授。哲学者。専門は宗教哲学
- 黒田日出男 - 文学部史学科元教授（東京大学名誉教授）。歴史学者。専門は日本中世史（絵画史料論、歴史図像学）。東京大学史料編纂所所長、群馬県立歴史博物館館長を歴任。
- 久保田正文- 仏教学部元教授（立正大学名誉教授）。宗教社会学者・仏教学者。専門は日蓮教学およびその思想・法華経。
- 鴻巣隼雄 - 文学部元教授（聖心女子大学、立正大学名誉教授）。専門は日本の上代文学史（万葉集など）。
- 小島敏男- 法学部元客員教授（立正大学名誉教授）。元政治家。自由民主党所属の元衆議院議員（4期）。
- 小嶋菜温子 - 文学部文学科（日本語日本文学専攻コース）元教授（立教大学名誉教授）。日本文学者。専門は中古文学・王朝文学などの文化史。
- 近藤和彦 - 文学部史学科元教授（東京大学名誉教授）。歴史学者。専門は近代イギリスの社会史・文化史・政治史。
- 齋藤勇 - 心理学部元教授（立正大学名誉教授）心理学者。専門は専門は対人・社会心理学。
- 酒井忠夫 - 文学部史学科元教授（東京教育大学名誉教授）。歴史学者。専門は中国史（特に善書など）。
- 阪口大和 - 経営学部元教授（立正大学名誉教授）。専門は国際経営論、国際マーケティング。
- 坂誥秀一 - 文学部史学科元教授（立正大学名誉教授）。歴史学者。考古学者。元学長（第27代）。専門は歴史考古学・宗教考古学。品川区立品川歴史館館長。武蔵野文化協会会長。
- 坂巻清 - 文学部史学科元教授（東北大学名誉教授）。歴史学者。専門はイギリス社会経済史。
- 坂本日深 - 仏教学部元教授（立正大学名誉教授）。僧侶、仏教学者。元学長（第17代）。法華経文化研究所の設立者にして初代所長でもある。専門は法華経・ 阿毘達磨
- 佐竹研一 - 地球環境科学部元教授。専門は生物地球化学・陸水学・環境学。
- 嶋岡晨- 文学部元教授（立正大学名誉教授）。仏文学者・詩人・評論家・小説家。
- 島村幸一 - 文学部文学科（日本語日本文学専攻コース）元教授。日本文学者。専門は琉球文学。
- 島地大等 - 仏教学部元講師。仏教学者。僧侶。専門はインド哲学。
- 清水多吉 - 文学部哲学科元教授(立正大学名誉教授)。哲学者。フランクフルト学派研究の第一人者。
- 清水千尋 - 法学部元教授（立正大学名誉教授）。法学者。元副学長・常任理事、元法学部長・法学研究科長。専門は民法。
- 清水龍山 - 仏教学部元教授（立正大学名誉教授）元学長（第8・11代）。専門は法華経・天台教学
- 勝呂信静 -仏教学部元教授（立正大学名誉教授）僧侶、仏教学者。専門は日蓮教学・法華経。東方学術賞受賞。
- 高島正人- 文学部史学科元教授（立正大学名誉教授）。元理事長。歴史学者。専門は日本古代史。
- 高橋太郎 - 文学部元教授（国立国語研究所名誉所員）。言語学者、日本語学者。専門は文法・言語教育。
- 高村弘毅 - 地球環境科学部元教授（立正大学名誉教授）元学長（第29・30代）。元地球環境科学部長・地球環境科学研究科長。地理学者。専門は水文学・水資源学・地下水学。
- 田中啓爾 - 地球環境科学部元教授。地理学者。専門は地誌学・人文地理学。
- 田村芳朗 - 仏教学部元教授（東京大学名誉教授）。仏教学者。専門は日蓮教学・立正安国論 ・法華経。本覚思想研究（中世仏教史の主軸だった教義）や、日本仏教史での法華経研究（とりわけ日蓮）の第一人者。紫綬褒章受章。東京大学文学部インド哲学仏教学研究室「日本仏教思想講座」を設けた。
- 塚本啓祥 - 仏教学部元教授（東北大学名誉教授）。仏教学者。僧侶。専門はインド哲学・法華経。
- 次田潤 - 文学部元教授。日本文学者。専門は日本の上代文学史（古事記・祝祠・万葉集など）。
- 辻善之助 - 文学部元教授（東京大学名誉教授）。歴史学者。専門は日本仏教史。
- 富山和子 - 社会福祉学部元教授（立正大学名誉教授）。専門は環境問題。
- 冨山太佳夫-文学部文学科（英語英米文学専攻コース）元教授。英文学者。専門はヴィクトリア朝小説を中心とした英文学および文化研究。
- 友永昌治 - 文学部社会学科元教授（立正大学名誉教授）。社会学者。専門は統計学・情報数学・数理社会学。パソコン利用技術学会常任理事。
- 中尾尭- 文学部史学科元教授（立正大学名誉教授）。歴史学者。仏教学者。専門は日蓮思想・仏教古文書学の観点からの日蓮遺文や曼荼羅本尊など
- 浪本勝年 - 心理学部元教授 。教育学者。専門は教育法学、教育行政学。教育基本法、教科書裁判の研究。日本教育政策学会元会長
- 楡木満生 - 心理学部元教授（立正大学名誉教授）。心理学者。専門は発達臨床心理学。
- 野矢茂樹 - 文学部哲学科元教授（東京大学名誉教授）。哲学者。専門は分析哲学・ウィトゲンシュタイン・クワイン・デイヴィッドソン・論理学
- 林健久 - 経済学部元教授（東京大学名誉教授）。経済学者。専門は財政学。「最後のマルクス経済学者」を自称していた。
- 原田淑人-文学部史学科元教授。東亜考古学会の創立者。日本近代東洋考古学の父と呼ばれる。
- 肥後和男- 文学部史学科元教授（東京教育大学名誉教授）。歴史学者。専門は日本古代史・古代の神話など民俗事象と歴史との関係・古代天皇論など。宮座の研究はその後の宮座研究の基礎的な文献として位置づけられた日本古代史の重鎮。
- 福居純 - 文学部哲学科元教授（一橋大学・東京都立大学 (1949-2011)名誉教授）。哲学者。専門はデカルト、スピノザ研究。
- 藤井貞和 - 文学部文学科（日本語日本文学専攻コース）元教授（東京大学名誉教授）。詩人、日本文学者。専門は古代文学・中古文学・物語文学。
- 藤木邦彦- 文学部史学科元講師（東京大学名誉教授）。歴史学者。専門は日本古代史・歴史教育。
- 宝生閑 - 仏教学部客員教授 人間国宝
- 松永澄夫 - 文学部哲学科元教授（東京大学名誉教授）。哲学者。専門はフランス哲学・言語論・歴史哲学・宗教哲学・社会哲学。
- 松原達哉 - 心理学部元教授（立正大学名誉教授、東京福祉大学名誉学長）。心理学者。専門は臨床心理学・カウンセリング心理学・生活分析的カウンセリング法（LAC法）創案者。
- 三浦佑之 - 文学部文学科（日本語日本文学専攻コース）元教授（千葉大学名誉教授）。元文学研究科長。日本文学者。専門は古代文学・伝承文学。
- 三友健容 - 仏教学部元教授（立正大学名誉教授）。仏教学者。僧侶。印度仏教学を専門とし、論蔵（阿毘達磨）研究の第一人者。
- 宮崎英修 - 仏教学部元教授（立正大学名誉教授）。仏教学者。僧侶。専門は日蓮教学思想。
- 村井章介 - 文学部史学科元教授（東京大学名誉教授）。歴史学者。専門は日本中世史・東アジア交流史。
- 村田純一 - 文学部哲学科元教授（東京大学名誉教授）。哲学者。元文学研究科長。専門は現象学・知覚論・心身問題・科学哲学・技術哲学・心理哲学
- 茂田井教亨 - 仏教学部元教授（立正大学名誉教授）。僧侶、仏教学者。専門は日蓮教学・立正安国論 ・法華経。
- 望月海淑 - 身延山大学名誉教授。仏教学者。専門は法華経。
- 望月歓厚 - 仏教学部元教授（立正大学名誉教授）。元学長（第14代）。仏教学者。僧侶。専門は日蓮教学思想。
- 山崎和海 - 経営学部元教授。前学長（第31代・32代）専門は、経営情報システム論・情報システム学・経営情報教育・教育と情報化
- 山西哲郎 - 社会福祉学部元教授。専門は体育学。ランニング学者。市民ランナーの指導者。
- 吉川洋 - 元学長（第34代）経済学部元教授（東京大学名誉教授）。文化功労者(2023年度)。経済学者。専門はマクロ経済学、日本経済論。
- 吉田栄夫- 地球環境科学部元教授（国立極地研究所・立正大学名誉教授）。元学長（第28代）。地理学者。専門は自然地理学。日本極地研究振興会理事長。
- 渡辺宝陽 - 仏教学部元教授（立正大学名誉教授）元学長（第23・25代）。身延山大学客員教授。僧侶。仏教学者。専門は日蓮教学・開目抄・観心本尊抄・法華経。瑞宝中綬章受章。

## 著名な出身者

### 政界
- 寺尾豊 - 元衆議院議員・元参議院議員（自由民主党）、元郵政大臣、元参議院副議長。1929年（昭和4年）3月、立正大学高等師範部卒業。
- 小野光洋 - 日蓮宗僧侶、参議院議員（1期）。文教大学創立者
- 西銘順志郎 - 元参議院議員（自由民主党）
- 大西洋平 - 衆議院議員（自由民主党）
- 小谷毎彦 - 元北海道北見市長、元北海道議会議員（民主党）
- 青山良道 - 元東京都中野区長
- 高橋定敏 - 元北海道留萌市長
- 風間康静 - 元宮城県白石市長
- 谷島洋司 - 茨城県石岡市長
- 斎藤純忠 - 元埼玉県戸田市長、妙顕寺住職
- 井崎義治 - 千葉県流山市長。昭和51年（1976年）文学部地理学科卒。
- 亀田郁夫 - 元千葉県鴨川市長
- 星野淨晋 - 静岡県西伊豆町長、大行寺住職

### 財界
- 飯澤幸雄 - 元タイトー社長、元全日本アミューズメント施設営業者協会連合会会長
- 鳥越徹 - 鳥越製粉会長兼社長

### 学術
- 青木智子 - 平成国際大学准教授、前韓国啓明大学校准教授、臨床心理士
- 石塚正英 - 東京電機大学理工学部教授、博士（文学）
- 入澤充 - 群馬大学教育学部教授、教育法政学
- 浦達雄 - 大阪観光大学教授、人文地理学、観光地理学
- 尾崎亨 - 静岡県立大学国際関係学部教授
- 鏡味国彦 - 立正大学名誉教授、英文学、比較文学
- 坂誥秀一 - 立正大学名誉教授、歴史学者。考古学者。
- 佐藤綾子 - 日本大学芸術学部教授、心理学、博士（心理学）
- 佐藤智雄 - 中央大学名誉教授、社会学
- 清水義和 - 愛知学院大学教授、バーナード・ショー研究の第一人者
- 白川部達夫 - 金沢経済大学助教授、教授、東洋大学文学部教授。博士（文学）。日本近世史
- 高橋淳子 - 城西国際大学准教授、障害者福祉論、障害児教育
- 高村弘毅 - 地球環境科学部元教授（立正大学名誉教授）元学長（第29・30代）。元地球環境科学部長・地球環境科学研究科長。地理学者。
- 竹内淳彦 - 日本工業大学教授、工業地理学、博士（文学）
- 土屋誠一 - 沖縄県立芸術大学准教授、美術史
- 寺田稔 - 北海学園大学教授、農業地理学、博士（文学）
- 中尾尭- 立正大学名誉教授、歴史学者。仏教学者。
- 根本正義 - 東京学芸大学教授、日本文学、児童文学研究の第一人者
- 野口肇 - 東京都立大学名誉教授、オコーナー研究の第一人者
- 東中野修道 - 亜細亜大学法学部法律学科教授、歴史学者。専門は日本思想史・東ドイツ史。文学博士
- 久水俊和 - 追手門学院大学准教授、博士（史学）。日本中世史
- 三友健容 - 立正大学名誉教授、仏教学者。論蔵（阿毘達磨）研究の第一人者
- 村井紀 - 和光大学教授、国文学、思想史
- 望月海淑 - 身延山大学名誉教授、仏教学者
- 望月歓厚 - 立正大学名誉教授、元学長（第14代）。仏教学者。僧侶
- 渡辺宝陽 - 立正大学名誉教授、元学長（第23・25代）。身延山大学客員教授。僧侶、仏教学者。瑞宝中綬章受章
- 高野誠鮮 - 立正大学客員教授。石川県羽咋市教育委員会文化財室（歴史民俗資料館）室長（館長）、スーパー公務員、TBS系ドラマ「ナポレオンの村」のモデル
- 高尾善希 - 三重大学准教授、歴史学者
- 若島孔文 - 東北大学教授、日本家族心理学会理事長、国際家族心理学会副会長

### 文化
- 斎藤純 - 推理作家
- 石川光男 - 児童文学作家
- 南郷芳明 - 詩人
- 高橋美幸 - 脚本家
- 七月鏡一 - 漫画原作者
- 山田芳裕 - 漫画家
- 持田あき - 漫画家
- しゃあ - 漫画家・イラストレーター
- みつみ美里 - ゲームクリエイター・イラストレーター
- 桶谷顕 - アニメ脚本家
- 長谷川孝治 - 劇作家
- 菊川章陽 - 書家
- 朝月真次郎 - ファッションデザイナー
- 柳田ヒロ - ミュージシャン、キーボード奏者
- 村田陽一 - ジャズトロンボーン奏者

### マスコミ
- 金子隆一 - 写真評論家
- 田代あい - フリーアナウンサー、元青森放送・静岡第一テレビアナウンサー
- 岡村光芳 - 元テレビ神奈川アナウンサー
- 近正仁 - 元新潟テレビ21アナウンサー
- 北川義隆 - 元文化放送アナウンサー
- 野沢祐一 - テレビリポーター
- 昼間たかし - ジャーナリスト
- まるも亜希子 - 自動車評論家
- 黒澤詩音 - フリーアナウンサー
- 石山千華 - フリーアナウンサー、元NHK契約キャスター、元テレビ長崎アナウンサー
- 松本肇 - 教育評論家
- 浅井ゆかり - 教育カウンセラー、料理研究家
- 江口実玖 - フリーアナウンサー、元NHK契約キャスター、元とちぎテレビアナウンサー

### 芸能
- 月亭方正（旧芸名：山崎邦正）- 落語家、上方落語協会所属、お笑いタレント
- 三遊亭神楽 - 落語家、円楽一門会所属
- 古今亭菊龍 - 落語家
- 古今亭志ん五 - 落語家
- 三遊亭鳳笑 - 落語家
- 桂翔丸 - 落語家
- 山口ひろかず - お笑いタレント、コント山口君と竹田君
- 金子学 - お笑いタレント、うしろシティ
- 口笛なるお - お笑いタレント、わらふぢなるお
- 花里茂晴 - お笑いタレント、おとぎばなし (お笑いコンビ)
- 一龍斎貞山 - 講談師
- 掟ポルシェ - ミュージシャン、コラムニスト
- 久保田雅人（わくわくさん） - タレント、声優
- 車だん吉 - タレント・漫画家
- 藤間文彦 - 俳優
- 太田博之 - 俳優
- 剛州 - 俳優
- 徳重聡 - 俳優
- 竹内涼真 - 俳優
- 関智一 - 声優
- 諏訪部順一 - 声優
- 松尾銀三 - 声優
- 加藤奈々絵 - 声優
- 日高里菜 - 声優
- 瀬戸麻沙美 - 声優
- 高橋秀幸 - 歌手
- 一条貫太 - 演歌歌手
- きゃんひとみ - DJ
- 遠藤瞳 - ファッションモデル
- 鳳恵弥 - 女優、ファッションモデル・2002年準ミス・インターナショナル
- 西村彩有里 - ファッションモデル・タレント
- 榊原美紅 - ファッションモデル・タレント
- 清水響美 - 女優
- 森川千恵子 - 女優
- 佐藤千亜妃 - 女優、きのこ帝国ボーカル・ギター
- 岡島彩花 - タレント、レースクイーン
- 新保里歩 - タレント
- 大園玲 - タレント、櫻坂46
- 浜浦彩乃 - タレント、こぶしファクトリー
- 宮崎由加 - タレント、Juice=Juice
- 福山理子 - タレント、初代ミニスカポリス
- 中澤寛規 - GOING UNDER GROUNDギタリスト
- シバター - YouTuber、総合格闘家、プロレスラー
- 金子真一郎 - 俳優、AV男優、YouTuber

### スポーツ
- イルシオン - プロレスラー、DDTプロレスリング
- 加瀬秀樹 - プロゴルファー
- 竹内洋岳 - 登山家
- 嶋田翔太 - キックボクサー
- 今井翔 - フットサル選手、湘南ベルマーレ、ヴォスクオーレ仙台、シュライカー大阪
- 安英学 - 元サッカー選手、アルビレックス新潟、名古屋グランパスエイト、大宮アルディージャ、柏レイソル、横浜FC
- 新井健二 - 元サッカー選手、アルビレックス新潟、SAFFC
- 宮田直樹 - 元サッカー選手、ファジアーノ岡山FC、松本山雅FC
- 山本弘明 - 元サッカー選手、FKロヴチェン
- ヴィニシウス・ゴベッチ - サッカー選手、WYVERN
- 鈴木順也 - サッカー選手、ザスパクサツ群馬、ガイナーレ鳥取、FC琉球
- 人見拓哉 - サッカー選手、FC琉球、AC長野パルセイロ、アトレチコ鈴鹿クラブ、レイラック滋賀FC
- 小幡和弘 - サッカー選手、スリランカ・チャンピオンズリーグニューヤングスFC
- 中塩大貴 - サッカー選手、ヴァンフォーレ甲府、横浜FC、ギラヴァンツ北九州、ザスパクサツ群馬、SC相模原
- 田中宏武 - サッカー選手、北海道コンサドーレ札幌
- 孫大河 - サッカー選手、サガン鳥栖、ツエーゲン金沢、ヴァンフォーレ甲府
- 神戸康輔 - サッカー選手、栃木SC
- 平松昇 - サッカー選手、湘南ベルマーレ、ツエーゲン金沢、FC琉球
- 深谷圭佑 - 元サッカー選手、サガン鳥栖
- 藤森亮志 - サッカー選手、AC長野パルセイロ
- 雪江悠人 - サッカー選手、福島ユナイテッドFC、ヴァンラーレ八戸
- 岡村大八 - サッカー選手、北海道コンサドーレ札幌、FC町田ゼルビア
- 秋山隆之 - 元サッカー選手、名古屋グランパスエイト
- 阿井達也 - 元サッカー選手、横浜F・マリノス、ヴァンフォーレ甲府
- シルバ・ジョゼ・レイナルド・フェルナンデス - 元サッカー選手、湘南ベルマーレ、東京ヴェルディ1969
- 磯山和司 - 元サッカー選手、大宮アルディージャ、コンサドーレ札幌、水戸ホーリーホック
- 岩元洋成 - 元サッカー選手、湘南ベルマーレ、モンテディオ山形
- 野澤健一 - 元サッカー選手、ジェフユナイテッド市原、AC長野パルセイロ
- 小石龍臣 - 元サッカー選手、サガン鳥栖
- 村上伸次 - 元サッカー選手、スペシャルレフェリー
- 野崎恒男 - 元プロ野球選手、南海ホークス
- 西口文也 - 元プロ野球選手、埼玉西武ライオンズ
- 広田庄司 - 元プロ野球選手、福岡ダイエーホークス
- 金剛弘樹 - 元プロ野球選手、中日ドラゴンズ
- 武田勝 - 元プロ野球選手、北海道日本ハムファイターズ
- 吉見宏明 - 元プロ野球選手、統一ライオンズ
- 田中慎太朗 - 元プロ野球選手、阪神タイガース
- 大谷尚徳 - 元プロ野球選手、群馬ダイヤモンドペガサス
- 赤堀大智 - 元プロ野球選手、横浜DeNAベイスターズ
- 小石博孝 - 元プロ野球選手、埼玉西武ライオンズ
- 南昌輝 - 元プロ野球選手、千葉ロッテマリーンズ
- 吉田裕太 - 元プロ野球選手、千葉ロッテマリーンズ
- 神戸文也 - 元プロ野球選手、オリックス・バファローズ、社会人野球選手
- 黒木優太 - プロ野球選手、埼玉西武ライオンズ
- 樋口龍之介 - 元プロ野球選手、北海道日本ハムファイターズ
- 広畑塁 - 元プロ野球選手、読売ジャイアンツ
- 伊藤裕季也 - プロ野球選手、東北楽天ゴールデンイーグルス
- 小郷裕哉 - プロ野球選手、東北楽天ゴールデンイーグルス
- 糸川亮太 - プロ野球選手、埼玉西武ライオンズ
- 立松由宇 - プロ野球選手、千葉ロッテマリーンズ
- 奈良間大己 - プロ野球選手、北海道日本ハムファイターズ
- 篠宮愼一 - 元プロ野球審判員
- 鈴木伸太朗 - 元プロ野球選手、群馬ダイヤモンドペガサス
- 若林重喜 - 元社会人野球選手、バルセロナオリンピック代表
- 小松大祐 （WTB　リコーブラックラムズ、佐沼高）
- アヒオ・シリバ （SO/CTB　宗像サニックスブルース）
- アライアサ空ローランド （WTB　三菱重工相模原ダイナボアーズ）
- 株木貴幸 （PR　クボタスピアーズ、浦和工業高）
- 佐藤雄太（FL/LO　セコムラガッツ → 釜石シーウェイブス、金足農業高）
- 篠田正悟 （WTB　日野自動車レッドドルフィンズ、深谷高）
- 吉澤太一 （WTB/FB、7人制日本代表、コカ・コーラレッドスパークス、正智深谷高）
- ヘンリー・ジェイミー（7人制日本代表、PSIコストカッツ → トヨタ自動車ヴェルブリッツ）
- 鶴谷知憲 （CTB/WTB、7人制日本代表　NTTコミュニケーションズシャイニングアークス、青森北高）
- 千葉雄太 （No.8　クボタスピアーズ、仙台育英高）
- 早川直樹 （WTB　ヤマハ発動機ジュビロ、北越高）
- 村上翔梧 （PR　宗像サニックスブルース、新田高）
- 鈴木彩香（15人制女子日本代表、7人制女子日本代表、ARUKAS QUEEN KUMAGAYA）
- 桑井亜乃（15人制女子日本代表、7人制女子日本代表、ARUKAS QUEEN KUMAGAYA）
- 鈴木陽子（7人制女子日本代表、ARUKAS QUEEN KUMAGAYA、横浜市立東高）
- 三樹加奈（7人制女子日本代表、ARUKAS QUEEN KUMAGAYA、高鍋農業高）
- 大黒田裕芽（SO、7人制女子日本代表、ARUKAS QUEEN KUMAGAYA、 市立船橋高）
- 山中美緒（SH、7人制女子日本代表、ARUKAS QUEEN KUMAGAYA、 市立船橋高）
- バティヴァカロロライチェル海遥（PR/CTB、15人制女子日本代表、7人制女子日本代表、ARUKAS QUEEN KUMAGAYA、板橋有徳高）
- 公家明日香（15人制女子日本代表、ARUKAS QUEEN KUMAGAYA、新栄高）
- 古田真菜（15人制女子日本代表、ARUKAS QUEEN KUMAGAYA、筑紫高）
- 長田いろは（15人制女子日本代表、7人制女子日本代表、ARUKAS QUEEN KUMAGAYA、門司学園高）
- 黒木理帆（15人制女子日本代表、7人制女子日本代表、ARUKAS QUEEN KUMAGAYA、石見智翠館高）
- 阿部恵（15人制女子日本代表、ARUKAS QUEEN KUMAGAYA、石見智翠館高）
- 吉村乙華（15人制女子日本代表、ARUKAS QUEEN KUMAGAYA、東筑高）
- 今釘小町（15人制女子日本代表、ARUKAS QUEEN KUMAGAYA、石見智翠館高）
- 丸山希香（7人制女子日本代表、ARUKAS QUEEN KUMAGAYA、深谷高）

### 宗教
- 内野日総 - 日蓮宗僧侶
- 金子日威 - 日蓮宗僧侶
- 佐藤泰伸 - 日蓮宗僧侶
- 菅野日彰 - 日蓮宗僧侶
- 田中日淳 - 日蓮宗僧侶
- 中濃教篤 - 日蓮宗僧侶
- 藤井日光 - 日蓮宗僧侶
- 丸山照雄 - 日蓮宗僧侶
- 三木大雲 - 日蓮宗僧侶、怪談和尚
- 日顕 - 日蓮正宗総本山大石寺第67世法主、阿部姓
- 小野兼弘 - 宗教団体「釈尊会」会長。日印文化交流協会会長
- 田中智学-宗教団体「国柱会」の創始者
- 庭野日鑛 - 立正佼成会第2代会長。初代会長庭野日敬は父

### その他
- 岡崎功 - 政治活動家・運動家、教育者。立正大学淞南高等学校創立者